# Fou d'elle
Pour plus de détails, voir Fiche technique et Distribution.
Fou d'elle ou Coup de foudre au Plaza (It Had To Be You) est un film américain réalisé par Steven Feder, sorti en 2000.

## Synopsis
Alors qu'ils préparent leur mariage dans le même hôtel, un homme et une femme s'éprennent l'un de l'autre.

## Fiche technique
- Titre : Fou d'elle
- Titre : Coup de foudre au Plaza (Titre à la télévision)
- Titre original : It Had to Be You
- Réalisation : Steven Feder
- Scénario : Steven Feder
- Producteurs : Steven Feder, Neil Kaplan
- Producteurs exécutifs : David Forrest, Beau Rogers
- Musique : Luis Bacalov
- Montage : Jane Kurson (en)
- Pays de production :  États-Unis
- Format : Couleur - Son : Stéréo - 35 mm
- Genre : Comédie romantique
- Date de sortie : États-Unis : 11 février 2000

## Distribution
- Natasha Henstridge : Anna Penn
- Michael Vartan : Charlie Hudson
- Michael Rispoli : Henry Taylor
- Olivia d'Abo : Tracy Meltempi
- Faith Prince : Madelaine
- George DiCenzo : Mel
- Phyllis Newman : Judith Penn
- Joelle Carter : Claire Parker
- Lorraine Mazzola : Mindy
- Tony Sirico : Ricky Valentino
- George Ede : Father Fitzpatrick
- Hillary Bailey Smith : Jewelry saleswoman
- Phil Stein : Bobby Love
- Tod Engle : Mickey
- Jennifer Bassey : Mme Allen
- Rebecca Wisocky : serveuse au restaurant